# L'escadre est au port
Pour plus de détails, voir Fiche technique et Distribution.
L'escadre est au port (titre original : The Fleet's In) est un film américain réalisé par Victor Schertzinger, sorti en 1942.

## Fiche technique
- Titre : L'escadre est au port
- Titre original : The Fleet's In
- Réalisation : Victor Schertzinger, assisté d'Hal Walker (non crédité)
- Production : Paul Jones
- Société de production : Paramount Pictures
- Scénario : Walter DeLeon, Sid Silvers (en) et Ralph Spence d'après une histoire de Monte Brice et J. Walter Ruben et une pièce de Kenyon Nicholson (en) et Charles Robinson
- Photographie : William C. Mellor
- Montage : Paul Weatherwax
- Musique originale : Leo Shuken et Victor Young (non crédités)
- Chorégraphie : Jack Donohue
- Direction artistique : Hans Dreier et Ernst Fegté
- Costumes : Edith Head
- Pays de production :  États-Unis
- Format : Noir & blanc - son : Mono (Western Electric Mirrophonic Recording)
- Genre : film musical et romance
- Durée : 93 minutes
- Date de sortie :
  - États-Unis : 24 janvier 1942

## Distribution
- Dorothy Lamour : La comtesse
- William Holden : Casey Kirby
- Eddie Bracken : Barney Waters
- Betty Hutton : Bessie Day
- Cass Daley (en) : Cissie
- Gil Lamb (en) : Spike
- Leif Erickson : Jake
- Dans leurs propres rôles
- Jimmy Dorsey et son orchestre
- Bob Eberly
- Helen O'Connell